# Helmut Eggers (Marineoffizier)
Helmut Eggers (* 4. Juli 1917; † 2005) war ein deutscher Kapitän zur See der Bundesmarine.

## Leben
Helmut Eggers trat 1937 als Seekadett (Ernennung am 21. September 1937) in die Kriegsmarine ein und kam im gleichen Jahr auf die Schlesien. Als Oberleutnant zur See erhielt er am 9. Dezember 1942 als Kommandant eines U-Bootjägers das Deutsche Kreuz in Gold verliehen.
Nach dem Krieg konnte er in die Bundesmarine aufgenommen werden. Als Korvettenkapitän war er von August 1956 bis Februar 1961 erster Leiter der Marine-Ujagdversuchsstelle in Flensburg-Mürwik, welche als eine Dienststelle für Truppenversuche der Marine eingerichtet worden war.
Vom 1. Juni 1962 bis 14. Dezember 1962 war er mit der Führung der Baubelehrungsgruppe für die neue Fregatte Karlsruhe beauftragt. Anschließend übernahm er bis März 1964 das Kommando über die Fregatte und wurde in dieser Position zum Fregattenkapitän befördert.

Als Kapitän zur See war er von Oktober 1969 bis September 1971 Kommandeur des 2. Geleitgeschwaders. Am 18. April 1970 lief das Geschwader mit den Fregatten Köln und Emden und weiteren Begleitschiffen aus Wilhelmshaven zu einer Nonstopfahrt nach Rio de Janeiro aus. Die Marine-Rundschau schrieb dazu:
Es ist das erste Mal, daß Einheiten dieser Größe – sie verdrängen 2 090 t – über den Äquator auf eine Reise von 15.000 Seemeilen gehen.
1970 veröffentlichte er seine Erlebnisse dazu unter dem Titel Nach Südamerika 1970 mit den Fregatten Köln und Emden, dem Trossschiff Dithmarschen und dem Tanker Frankenland.
Von Oktober 1971 bis September 1972 war er Admiral der Marineführungsdienste, der 1965 eingerichteten Inspektion der Marineführungsdienste. Anschließend war bis April 1975 letzter Kommandeur der Marinedivision Nordsee und dann bis September 1975 Kommandeur des aus der Marinedivision Nordsee hervorgegangenen Marineabschnittskommandos Nordsee. Ende September 1975 schied er aus der Marine aus.
1979 wurde er Präsident des neu gegründeten Vereins Deutsch-Amerikanische Gesellschaft Wilhelmshaven-Friesland (DAG), welcher bis heute existiert und sich für den Schüleraustausch zwischen Deutschland und Amerika einsetzt. Der Verein vertiefte damit die Städtepartnerschaft von Wilhelmshaven mit Norfolk. 1991 zog er nach Bonn.